# 叶梅芬
叶梅芬（1968年10月—），女，广东梅州人，中华人民共和国政治人物。中山大学财政学专业在职研究生学历，高级会计师。

## 生平
1988年12月加入中国共产党。1991年7月参加工作。早年任广东省财政厅投资审核中心主任，绩效评价处处长、农业处处长、预算处处长。2013年5月，任广东省财政厅副厅长。
2017年5月，任中共河源市委副书记、市政府市长。2018年2月24日，当选为第十三届全国人大代表。2019年5月，卸任河源市长，转任广东供销合作联社党组书记、理事会主任。